# Чортовецька сільська рада
| Чорто́вецька сільська́ ра́да — орган місцевого самоврядування у Городенківському районі Івано-Франківської області з адміністративним центром у с. Чортовець. Івано-Франківська обласна Рада народних депутатів рішенням від 2 грудня 1993 року перейменувала Назаренківську сільраду на Чортовецьку Водоймища на території, підпорядкованій даній раді: річка Сага. Сільській раді підпорядковані населені пункти: - с. Чортовець — населення 3 030 ос.; площа 47,628 км²; засн. в 1446 році, (протягом 1976–1993 рр. с. Назаренко). |

## Склад ради
Рада складається з 20 депутатів та голови.

### Керівний склад ради
| ПІБ                       | Основні відомості                              | Дата звільнення |
| ------------------------- | ---------------------------------------------- | --------------- |
| Колісник Тарас Михайлович | Сільський голова, 1975 року народження, освіта | 31.10.2010      |

Примітка: таблиця складена за даними джерела